# 毁灭公爵II
《毁灭公爵II》是一款运行在DOS系统下的游戏，由Apogee Software软件公司制作发布。游戏包含4个章节，第一章节作为共享软件发布。这是毁灭公爵系列游戏的第二作，前作是1991年发布的《毁灭公爵》，随后发布的是1996年的《毁灭公爵3D》。

## 故事
一个邪恶的计划正在进行中，这个名叫“Rigilatin”的计划就是奴役地球。这些异类绑架了毁灭公爵，要用他的大脑来组织其他方的进攻。公爵奋力逃离了魔爪，再一次，拯救了世界。
游戏的故事主线基本上没有进行修改就再次用于GBC版本上的于1997年的再发行版本。